# Euremina guttata
Euremina guttata är en skalbaggsart som beskrevs av Ricchiardi 1993. Euremina guttata ingår i släktet Euremina och familjen Cetoniidae. Inga underarter finns listade i Catalogue of Life.